# Linea 3 (metropolitana di San Paolo)
La Linea 3–Rossa (in portoghese Linha 3–Vermelha) è una delle sei linee che formano la rete della metropolitana di San Paolo. Collega la città da ovest, con capolinea Palmeiras-Barra Funda, ad est, attestandosi al capolinea di Corinthians-Itaquera. È la linea più trafficata della metropolitana paulista.

## Storia
Questa linea, inizialmente chiamata Linea Est-Ovest, doveva essere lunga solo 7 chilometri e avrebbe dovuto collegare i quartieri di Casa Verde e Vila Maria, passando per il centro di Barra Funda, Sé e Tatuapé, ed essere completamente sotterranea. Ma dopo un lungo dibattito, si decise che sarebbe stato costruito in superficie, sfruttando la vecchia sede del treno della Rede Ferroviária Federal e condividendo 23 chilometri (14 miglia) delle sue linee. Questa decisione ha fatto si che venissero impediti molti espropri.
La costruzione della linea iniziò nel 1972. Con questa modifica progettuale, la linea est-ovest, oltre ad essere più di 30 chilometri tra Praça da Sé e Guaianases, sarebbe stata parallela ai binari della ferrovia.
Il 10 marzo 1979 fu aperto il primo tratto compreso tra le stazioni di Sé e Brás. La linea è stata poi estesa a tappe, nel 1980 sono state messe in servizio le stazioni Pedro II e Bresser (oggi Bresser-Mooca), l'anno successivo la linea è stata estesa a Tatuapé, nel 1982 a República, nel 1983 a Santa Cecília, nel 1986 verso Penha e, infine, nel 1988 verso Itaquera e Barra Funda.